# Mu de Aries
Mu (ムウ?) es un personaje del manga y anime Saint Seiya conocido en español como Los Caballeros del Zodiaco. Fue el Santo de oro de Aries

## Biografía

### EnEpisodio G
Mu es inicialmente mencionado cuando Aldebarán trae su disculpa por no ir a la reunión dorada. Aparece cuando Aioria va en su búsqueda para que repare su armadura. Aunque al principio este se rehúsa y hasta tiene una breve pelea con el Santo de Leo, luego se da a conocer que esto era un truco para derrotar a unos soldados de Cronos.
Junto a los soldados aparece Jápeto de Dimensión y comienza a luchar con el Santo de Aries, aunque Mu usa todas sus técnicas, el dios está a punto de atacar con algo superior y es interrumpido por el mismísimo Cronos que lo castiga porque no le había dado la orden para atacar a los Santos de Oro.
Mu queda malherido tras de la pelea y queda a cargo de Aldebarán de Tauro.
Más tarde se da a conocer en el Gaiden 10, que fue gracias a Mu con su teletransportación que Aldebarán llegó tan rápido a Grecia, para así poder salvar a Shura y Aioria, ahí recibió la armadura de Aries a una muy temprana edad, a los 7 años.

### Antes de las 12 Casas
Mu es uno de los primeros Santos de Oro en aparecer, pero no da a conocer su rango hasta la inminencia de la lucha en el Santuario, es quien repara las armaduras de Pegaso y Dragón luego de la pelea de ambos en el Torneo Galáctico. 
Mu en el manga es quien salva a los Santos de bronce del derrumbe que causa Misty de Lagarto tras la pelea que tienen los Santos con Ikki y sus Santos Negros. Luego usaría unas ilusiones con los Santos de plata para que confundan a los moribundos Santos Negros con los Santos de Bronce.
Más tarde aparecería para salvar a Shiryū de la pelea que tenía en contra de Deathmask de Cáncer en la Cascada de Rozan. En ese momento es cuando se da a conocer como uno de los 12 Santos más fuertes de la diosa Athenea.
Se nota por los círculos en su frente que es perteneciente a la raza de los Muvianos igual que Shion el antiguo patriarca.

### En las 12 Casas
Mu no pelea en contra de Seiya y los otros, sino que los deja pasar por la casa de Aries y repara sus armaduras antes de la pelea en contra de los Santos de Oro. También les explica lo que es el Séptimo Sentido y la importancia de éste en la batalla.
Mu y su discípulo Kikki se quedan en la casa de aries protegiendo a athena tras ser herida por las flechas fantasmas de Tremi de Sagitta.
En la casa de Tauro se reúne con Aldebaran y le explica el por qué de la misión de los Santos de Bronce.
Casi cumplido el plazo de 12 horas Mu escucha la voz de Shaka de Virgo tras la batalla con Ikki en la sexta casa, el cual pide que lo ayude a teletransportar a Ikki (puesto que Shaka podía volver solo pero no regresar al fénix) para que el santo de bronce luche contra Saga de Géminis en la habitación del Patriarca.

### En Asgard y Poseidón
Mu fue el encargado de reparar las armaduras de los Santos de Bronce después de la pelea de las 12 casas, de ahí la aparición de las segundas armaduras de bronce.
La participación de Mu es muy escasa en estas sagas, donde solamente se le puede apreciar discutiendo con Aioria cuando este último quería ir a ayudar a los de Bronce.

### En Hades
Mu es el primer rival que tienen que enfrentar los espectros de Hades que acuden al Santuario de Atenea. Luego de teletranspotar lejos de ahí a Seiya, quien había acudido a ayudarlo, derrota a Deathmask de Cáncer y Afrodita de Piscis. Antes de ser derrotado por Saga de Géminis, Shura de Capricornio y Camus de Acuario es inmovilizado por su antiguo maestro: Shion de Aries. El santo de Aries sale en persecución de los santos caídos, en cuanto es liberado por Dohko de Libra. En la segunda casa, Mu encuentra el cuerpo de Aldebarán de Tauro. Luego de un pequeño enfrentamiento con el espectro responsable de la muerte de Tauro, Niobe de Deep, Mu se retira del templo, sin antes relevarle al espectro que Aldebarán, antes de morir, había realizado un "Great Horn" tan poderoso, que desintegró su cuerpo junto con la armadura, demostrando así al santo de Tauro como uno de los caballeros dorados más poderoso. Al salir del templo, se descubre que de no ser por Aldebarán y la pista que le otorgó a Mu, el santo de Aries hubiera muerto, y probablemente el resto de los caballeros que hubieran entrado a las Doce Casas. Más tarde se enfrenta y vence a Myu de Papillon en una dura batalla en la Casa de Cáncer.
Después de que Shaka fuera asesinado, forma la colisión dorada o "La Exclamación de Athena" junto a Milo y Aioria para pelear contra Saga, Shura y Camus. Aunque la pelea entre los 6 no se completa por la orden de Atenea. El trío de Santos va al castillo de Hades en Alemania, pero son derrotados por Radamanthys de Wyvern, es de notar que son derrotados porque el castillo de Hades tiene una barrera que reduce el poder de los enemigos a solo un 10% de su máximo.
Cerca del final de la saga, Atenea usa su cosmo para que Mu, Aioria y Milo escapen del Cocito donde los había arrojado Radamanthys. Aunque junto a los demás Santos quiere destruir el Muro de los Lamentos con las armas de Libra, termina sacrificándose junto a sus 11 compañeros para abrir un hueco y que así pasen los Santos de Bronce.

### Next Dimension
MU aparece como un espíritu en el manga Next Dimension, secuela oficial del clásico manga de Saint Seiya.

### Saint Seiya: Soul of Gold
Mu de Aries aparece inesperadamente en Asgard luego de haber muerto en el Inframundo. Es el primer Santo de Oro que se encuentra con Aioria en Asgard y lo cura de sus heridas después de un combate con uno de los Dioses Guerreros. Mu averigua que el Ygdrasill está contaminando Asgard con ilusiones maléficas.
Debido a que Saint Seiya: Soul of Gold aún se encuentra en desarrollo, la historia se irá modificando paulatinamente.

### En las películas
Mu tiene una mínima participación en la cuarta película, donde lucha contra Seima Tenshi. También aparece en la quinta película, sellado en la estatua junto a sus compañeros dorados.

## Técnicas especiales
Las técnicas que usa son:
1. Crystal Wall (クリスタルウォール Kurisutaru Wōru?, Muro de Cristal): Esta técnica defensiva consiste en que Mu puede crear una barrera impenetrable con el poder de su mente. Todos los ataques que choquen contra esta barrera serán devueltos al oponente para que termine dañándose a sí mismo. Al igual que Shion, esta técnica puede ser destruida al golpear un punto débil bastante pequeño, y esto solo lo han logrado tres personas: Dohko, el mismo Shion y Suikyo de Garuda al enfrentar a este último.
2. Starlight Extinction (スターライトエクスティンクション Sutāraito Ekusutinkushon?, Extinción de Luz Estelar): Es la técnica personal y más poderosa de Mu, en ella utiliza la conducción de la luz para producir un poderosísimo ataque que succiona todo como si fuera un agujero negro hasta desintegrarlo.
3. Stardust Revolution (スターダストレボリューション Sutādasuto Reboryūshon?, Revolución de Polvo Estelar): La técnica suprema de Aries, Mu eleva su cosmos al máximo y dispara  con sus manos una lluvia de proyecciones cósmicas que toman la forma de estrellas fugaces destruyendo todo a su alrededor.
4. Cristal Net (クリスタルネット Kuristaru Netto?, Red de Cristal): Con este ataque, Mu es capaz de crear una red usando su cosmos la cual deja sin escape a su oponente, lo usa contra Myu de Papillon en la Saga de Hades.

## Habilidades
Mu es telépata y telequinético. Conocido por tener los poderes mentales más fuertes entre los 12 Santos de Oro, el mismo Aioria lo admite en su pelea contra los Espectros en la Casa de Leo. El Santo de Aries es un increíble manipulador de la teletransportación, con poder suficiente para transportarse el mismo o a varias personas a lugares muy lejanos, incluso otras dimensiones. Con sus poderes psíquicos también puede crear ilusiones como las que les hizo ver a los Santos de Plata y así confundieran a los Santos de Bronce con los Santos Negros. Puede volar con la ayuda de su telequinesis.
El Santo de Aries es también el único en el mundo capaz de reparar armaduras, oficio que le fue enseñado por su maestro Shion de Aries. Al parecer la gente de Mu es la única que puede aprender la reparación con las herramientas celestes, Polvo Estelar y Orichalcum.
También se cree que, además de poseer la armadura de Oro de Aries, también posee la de bronce del Escultor. Esto se deduce de lo que nos muestra el Taizen sobre esta armadura, en concreto su set de herramientas, y del manga, en la cual Mu, en Jamir, al alistarse a reparar las armaduras de los Santos de Bronce, se ve que utiliza unas herramientas idénticas en su tarea. Esto es sólo una creencia, ya que oficialmente la armadura del Escultor no tiene.